# Ponthaux
Ponthaux é uma comuna da Suíça, no Cantão Friburgo, com cerca de 512 habitantes. Estende-se por uma área de 5,96 km², de densidade populacional de 86 hab/km². Confina com as seguintes comunas: Autafond, Chésopelloz, Grolley, Léchelles, Montagny, Noréaz.
A língua oficial nesta comuna é o Francês.